# Пембина (река, басейн Атабаска)
Пембина (на английски: Pembina River) е река в Канада, централната част на провинция Албърта, десен приток на река Атабаска, от системата на река Маккензи. Дължината ѝ от 547 km ѝ отрежда 60-о място сред реките на Канада.
Реката извира в подножието на връх Редкап (2393 м) в източната част на Скалистите планини на
52°56′42″ с. ш. 117°04′48″ з. д. / 52.945° с. ш. 117.08° з. д., на около 1950 м н.в. Течението ѝ е главно в североизточна посока с множество меандри (особено в долното течение) и се влива отдясно в река Атабаска, от системата на река Маккензи на 50 км южно от град Смит, на 572 м н.в.
Площта на водосборния басейн на реката е 12 900 km2, който представлява 13,5% от площта на водосборния басейн на река Атабаска.
Основните притоци на река Пембина са: леви – Пади, Лобстик; десни – Лъвет.
Многогодишният среден дебит в устието на реката е 36 m3/s. Максималният отток на реката е през май и юни и достига до 82 m3/s, а минималният е през януари-февруари – 4 m3/s. От края на ноември до началото на април реката замръзва.
По течението на реката има само няколко малки селища: Евансбърг (880 жители, най-голямото селище по реката), Сангудо (364 ж.), Манола, Джарви (114 ж.), Фосет (79 ж.).
В басейна на реката, около град Дрейтън Вали се експлоатират големи залежи на нефт и газ.